# Gare de Teting
Gare de Teting vasútállomás Franciaországban, Teting-sur-Nied településen.

## Vasútvonalak
Az állomást az alábbi vasútvonalak érintik:
- Rémilly–Saarbrücken-vasútvonal

## Kapcsolódó állomások
A vasútállomáshoz az alábbi állomások vannak a legközelebb:
- Gare de Faulquemont
- Gare de Saint-Avold